# Karashi
Il karashi (芥子, 辛子, からし, o カラシ?) è un tipo di senape particolarmente piccante usato come condimento nella cucina giapponese. A differenza del peperoncino, il cui effetto agisce prevalentemente in bocca, il karashi stimola sensibilmente il setto nasale, e una dose eccessiva provoca una forte lacrimazione, con un effetto simile a quello del wasabi.

## Preparazione
Il karashi si ottiene macinando i semi di brassica nigra, brassica alba e brassica juncea, mischiandoli e lasciando il composto a macerare in acqua tiepida a 40°. Il gusto piccante si deve all'assenza del frumento nel composto di base, presente in alcune delle senapi in vendita in Europa.

## Utilizzo
Viene utilizzato per insaporire i nikuman e i nattō, popolari snack nazionali, ed accompagna pietanze come l'oden, zuppa ristretta a base di dashi (brodo di pesce), e gli shumai, ravioli della cucina cinese popolari anche in Giappone.
Il karashi viene mischiato con la maionese e la salsa che ne deriva prende il nome karashi mayonēsu, oppure con aceto e miso per fare la salsa karashi su miso.
Se aggiunto alle melanzane giapponesi sottaceto, il piatto prende il nome di karashi-nasu. 
Uno dei più apprezzati meibutsu della cucina di Kumamoto è il Karashi Renkon, una radice di loto ripiena di karashi che viene servita tagliata a fette.

## Prodotti in commercio
La senape giapponese viene venduta in polvere o in tubetti che contengono una pasta cremosa simile a quella della senape in commercio in Italia. Il termine karashi indica entrambi i prodotti, mentre quello in pasta viene chiamato più propriamente neri karashi.
In commercio si trovano anche senapi non piccanti, simili a quelle che si vendono in Italia, chiamate yō garashi. Tutte le senapi in commercio in Giappone vengono chiamate karashi o mastādo (マスタード? trascrizione dell'inglese mustard, omonimo dell'italiano mostarda), e l'acquisto del prodotto  desiderato richiede una certa attenzione. Al pari della senape, il karashi è profondamente diverso dalla mostarda italiana.